# Serie A 1927 (pallapugno)
La Serie A di pallapugno 1927, organizzata dall'opera nazionale del dopolavoro, è stata il quindicesimo campionato italiano di pallapugno. Si è svolta nel 1927, terminando il 30 ottobre, e la vittoria finale è andata per la prima volta alla squadra di Cuneo, capitanata da Alfredo Marengo, al suo secondo scudetto.

## Formula
Secondo i documenti reperibili le squadre iscritte disputarono le qualificazioni, le semifinali e la finale. Tutti gli incontri si svolsero allo Sferisterio Borgo Vanchiglia di Torino.

## Squadre partecipanti
Parteciparono al torneo cinque società sportive italiane, tre provenienti dal Piemonte e due dalla Liguria.
| Squadra        | Provenienza | Campionati di Serie A | Risultato 1926 |
| -------------- | ----------- | --------------------- | -------------- |
| Acqui Terme    | Piemonte    | 7                     | 3° in Serie A  |
| Bra            | Piemonte    | 10                    | 3° in Serie A  |
| Cuneo          | Piemonte    | Esordio               | -              |
| Millesimo      | Liguria     | Esordio               | -              |
| Porto Maurizio | Liguria     | 2                     | -              |

## Formazioni
| Squadra        | Battitore           | Spalla          | Terzini                                         |
| -------------- | ------------------- | --------------- | ----------------------------------------------- |
| Acqui Terme    | Maggiorino Bistolfi | Depetris        | Marcello Bertonasco, Arata, Alessandro Bistolfi |
| Bra            | Pierino Bonsignore  | Maurizio Aprile | ?                                               |
| Cuneo          | Alfredo Marengo     | S. Marengo      | Battista Danna, Luigi Civallero                 |
| Millesimo      | Rizieri             | Riccardo Fuseri | ?                                               |
| Porto Maurizio | Raffaele Ricca      | Bensa           | ?                                               |

## Torneo

### Semifinali e finale

#### Tabellone
|  | Semifinali  | Semifinali  | Semifinali  |             |       | Finale | Finale | Finale |  |
|  |             |             |             |             |       |        |        |        |  |
|  | Cuneo       | Cuneo       | 11          |             |       |        |        |        |  |
|  | Cuneo       | Cuneo       | 11          |             |       |        |        |        |  |
|  | Bra         | Bra         | 3           |             |       |        |        |        |  |
|  | Bra         | Bra         | 3           |             | Cuneo | Cuneo  | 13     |        |  |
|  |             |             |             |             | Cuneo | Cuneo  | 13     |        |  |
|  |             |             | Acqui Terme | Acqui Terme | 5     |        |        |        |  |
|  | Acqui Terme | Acqui Terme | Acqui Terme | Acqui Terme | 5     | 11     |        |        |  |
|  | Acqui Terme | Acqui Terme |             |             |       |        |        |        |  |
|  | Bra         | Bra         | 8           |             |       |        |        |        |  |

#### Risultati

##### Semifinali
| ott. | Cuneo - Bra       | 11 - 3 |
| ott. | Acqui Terme - Bra | 11 - 8 |

##### Finale
| 30 ott. | Cuneo - Acqui Terme | 13 - 5 |

## Verdetti
- Cuneo Campione d'Italia 1927 (1º titolo)